# Dracontides
Dracontides (Oudgrieks: Δρακοντίδης, Drakontídēs) was een Atheens staatsman.
Dracontides, uit de phyle Aphidna, deed op het einde van de Peloponnesische Oorlog in de ekklèsia (volksvergadering) het voorstel, om 30 mannen te kiezen aan wie de hoogste macht in de staat met daarbij het ontwerpen van een (nieuwe) staatsregeling zou worden opgedragen.  Het voorstel werd aangenomen en hijzelf tot een van de Dertig (later Dertig Tirannen genoemd) verkozen.

## Referentie
- art. Dracontides, in F. Lübker - trad. ed. J.D. Van Hoëvell, Classisch Woordenboek van Kunsten en Wetenschappen, Rotterdam, 1857, p. 302.